# Ель-Гуна
Ель-Гуна (араб. الجونة)  — туристичний курорт на узбережжі Червоного моря, розташований за 22 км на північ від Міжнародного аеропорту Хургада, і відомий як «Перлина Червоного моря» або «Венеція в пісках».

## Про курорт
Курорт розташований між водами Червоного моря і гірським хребтом Етбай. Ель-Гуна управляється компанією Orascom Development, власником якої є єгипетський мільярдер Самі Савіріс (Samih Sawiris). Всі готелі та споруди курорту Ель-Гуна знаходяться на невеликих острівцях, сполучених між собою мостами та каналами, якими курсують човни. На території курорту є пляжі, готелі та майданчики для гольфу. У число можливих розваг входить яхтинг, рибальство, віндсерфінг, кайтсерфінг, водні лижі та дайвінг.

### Історія
Місто було закладено в  1990 році і забудовано за єдиним планом компанією Orascom Development. Місто розташоване за 22 км на північ від Міжнародного аеропорту Хургада.

### Архітектура
Архітектура міста поєднує в собі традиційні та сучасні елементи, над якими працювали такі відомі архітектори, як: 
- Американець Майкл Грейвс[en] — володар багатьох міжнародних нагород в галузі архітектури, розробив дизайн готелів Sheraton Miramar Resort та Steigenberger Golf Resort, а також районів Golf Apartments і Golf Villas;
- Італійський архітектор Алфредо Фреда (Alfredo Freda) — спроектував район в Тосканському стилі — Hill Villas, а також район Ель-Гуни — Abu Tig Marina[5];
- Шахаб А. Мазар (Shehab A. Mazhar) — єгипетський архітектор, спроектував White Villas;
- Вілли в нубійському стилі Nubian Villas стали витвором єгипетських архітекторів Ремі Ель-Дахау (Rami el Dahan) та Ахмада Хамді (Ahmad Hamdy);
- Гольф-клуб спроектували Жен Бейтс (Gene Bates) і Фред Каплс (Fred Couples);
- Автором проекту Ancient Sands Golf Resort є американський архітектор Карл ліття (Karl Litten). Проект буде завершено в кінці 2012 року.

### Суспільно значимі об'єкти
- Власний аеропорт на території міста, що виконує міжнародні та локальні рейси;
- Розгалужена транспортна система автобусних та човнових маршрутів, мобільні моторолери (TOK-TOK);
- Медична клініка;
- Гольф-клуб (18 лунок);
- 4 піщані пляжі на березі Червоного моря: Mangroovy, Marina, Buzzha, Zeytouna;
- 3 морських острова в безпосередній близькості від Ель-Гуни: Mahmeya, Tawila, Gobal;
- 10 дайвінг-центрів;
- 5 центрів кайтсерфінга;
- Тенісна школа;
- Стайня, картинг, яхтинг та пейнтбол;
- Християнська церква та мечеть;
- Пошта (Район Tamr Henna);
- Акваріум;
- Невеликий історичний музей, у якому зібрані копії відомих єгипетських експонатів;
- Art Village (Район Tamr Henna) — лавки художників, гончарів, ткачів, фотографів;
- Архітектурна споруда «Подих пустелі».

На острові у Червоному морі, розташованому на території Ель-Гуни, у кінці листопада 2004 року пройшли матчі першого офіційного чемпіонату світу з пляжного гандболу. Потрапити на острів і учасники чемпіонату, і глядачі могли тільки водними видами транспорту. Турнір чоловічих збірних виграли господарі — збірна Єгипту, а жіночих — збірна Росії.

### Готелі
Великі готелі курорту — Steigenberger Golf Resort, Club Med, Sheraton Miramar Resort та Mövenpick Resort & SPA.
Готелі Ель-Гуни: 
- 5 зірок  — 3 готелі  — 1112 номерів
- 4 зірки  — 8 готелів  — більш 1500 номерів
- 3 зірки  — 5 готелів  — 320 номерів

Повний список готелів: 
1. Ali Pasha (3*)
2. Arena Inn (3*)
3. Captain's Inn (3*)
4. Club Med (4*) [7]
5. Dawar El Omda (4*)
6. Fanadir (4*)
7. Mosaique (4*)
8. Mövenpick Resort & SPA (5*) [8]
9. Panorama Bungalows Resort (4*)
10. Sheraton Miramar Resort (5*)
11. Steigenberger Golf Resort (5*)
12. Sultan Bay (4*)
13. The Three Corners Ocean View (4*) [9]
14. The Three Corners Rihana Inn (4*) [10]
15. The Three Corners Rihana Resort (4*) [11]
16. Turtle's Inn (3*) [12]

### Райони
- Kafr  — центральна частина міста
- Tamr Henna  — центральна частина міста
- Abu Tig Marina (South and Norht Basin)
- Abydos Marina
- Hill Villas
- Nubian Villas and Apartments
- Upper Nubian Villas and Apartments
- Italian Compound
- South Marina Compound
- Golf Villas and Apartments
- East Golf Apartments
- West Golf Villas and Apartments
- North Golf Villas
- Phase 1,2,3,4,5 Villas
- White Villas
- El Bustan
- Sabina  — завершення будівництва
- Ancient Sands  — стадія будівництва
- Mansions  — стадія будівництва
- Fanadir Lagoons  — стадія будівництва
- Fanadir Bay  — стадія будівництва
- Joubal  — стадія будівництва
- TU Berlin  — стадія будівництва
- New Hill  — стадія будівництва
- Amr Khalil Hotel  — стадія будівництва
- Um Jamar  — стадія будівництва
- Four Seasons  — стадія будівництва
- Scarab Club  — стадія будівництва

### Лагуни та канали

El Gouna Villa
Abu Tig Marina
Abu Tig Marina
Abydos Marina
White Villas
TTC Ocean View

### Дайвінг-центри
1. Alias  — Panorama
2. Blue Brothers Diving  — TTC Ocean View
3. Colona Divers  — TTC Rihana
4. Dive Trek  — Sultan Bey
5. Easy Dives Academy  — TTC Rihana
6. Euro Divers  — Club Med
7. Orca Dive Club  — Turtle's Inn
8. TGI Marine Sporting  — Sheraton Miramar
9. The Dive Tribe  — Moevenpick
10. The Dive Connection  — Panorama

### Цікаві факти[13]
- Ель-Гуна спроектована на більш ніж 20 островах, оточених морськими лагунами та каналами
- Це місто — володар міжнародних премій у галузі архітектури[14]
- Курорт має 10-кілометрову берегову лінію, багату кораловими рифами
- Ель-Гуна має рідкісний титул «найдружелюбнішого до довкілля курорту» в Єгипті[15]

## Довкілля
Ель-Гуна офіційно визнана найбільш привабливим та екологічно чистим містом на узбережжі Червоного моря. Керуюча компанія Orascom Development тісно співпрацює з готелями, власниками бізнесу, резидентами та гостями в питаннях підтримки, захисту та охорони довкілля. Останнім часом 5 готелів Ель-Гуни є володарями премії Green Globe-Міжнародної премії «Зелений куля», серед яких Movenpick Resort & Spa, Sheraton Miramar Resort, Steigenberger Golf Resort, Club Med El Gouna та Panorama Bungalows Resort.
Ель-Гуна самостійно реалізує програми по захисту довкілля, серед яких особливе місце займають питання використання прісної води та утилізації відходів. Ель-Гуна самостійно виробляє воду шляхом опріснення морської води та використання артезіанських вод, а також утилізації води, використовуваної для іригації гольф-клубів та озеленення території курорту. Адміністрація міста підтримує міжнародне законодавство щодо утилізації будівельних матеріалів та сепарації сміття. У місті існує щорічна програма по організації Еко-фестивалів, які включають в себе освітні семінари та розважальні заходи, що допомагають учасникам дізнаватися про те, як цінувати та захищати навколишній світ.

## Клімат
Клімат в цій частині узбережжя Червоного моря надзвичайно сприятливий та помірний; взимку середня температура становить від 17 до 23 °C, а влітку тут суха погода з температурою від 27 до 37 °C.. 
Опадів ніколи не буває влітку і практично не буває взимку (в рік випадає 5 мм опадів). Погода завжди ясна в літні місяці і переважно ясна в зимові місяці.
| Клімат Ель-Гуни                               | Клімат Ель-Гуни | Клімат Ель-Гуни | Клімат Ель-Гуни | Клімат Ель-Гуни | Клімат Ель-Гуни | Клімат Ель-Гуни | Клімат Ель-Гуни | Клімат Ель-Гуни | Клімат Ель-Гуни | Клімат Ель-Гуни | Клімат Ель-Гуни | Клімат Ель-Гуни | Клімат Ель-Гуни |
| Показник                                      | Січ.            | Лют.            | Бер.            | Квіт.           | Трав.           | Черв.           | Лип.            | Серп.           | Вер.            | Жовт.           | Лист.           | Груд.           | Рік             |
| Середній максимум, °C                         | 21,5            | 22,6            | 25,2            | 29,1            | 32,9            | 35,3            | 36,2            | 37,1            | 35,3            | 31,1            | 26,8            | 22,7            | 30,5            |
| Середня температура, °C                       | 16,3            | 17,0            | 19,6            | 23,5            | 26,9            | 30,1            | 31,3            | 31,2            | 29,3            | 26,0            | 21,7            | 17,6            | 24,21           |
| Середній мінімум, °C                          | 11,0            | 11,4            | 14,0            | 17,8            | 21,9            | 24,8            | 26,4            | 27,2            | 24,2            | 20,9            | 16,6            | 12,5            | 19,0            |
| Норма опадів, мм                              | 0               | 0               | 0               | 1               | 0               | 0               | 0               | 0               | 0               | 1               | 2               | 1               | 5               |
| --------------------------------------------- | --------------- | --------------- | --------------- | --------------- | --------------- | --------------- | --------------- | --------------- | --------------- | --------------- | --------------- | --------------- | --------------- |
| Джерело: Всесвітня метеорологічна організація |                 |                 |                 |                 |                 |                 |                 |                 |                 |                 |                 |                 |                 |